# Rhinolophus ferrumequinum
Rhinolophus ferrumequinum là một loài động vật có vú trong họ Dơi lá mũi, bộ Dơi. Loài này được Schreber mô tả năm 1774.

## Hình ảnh

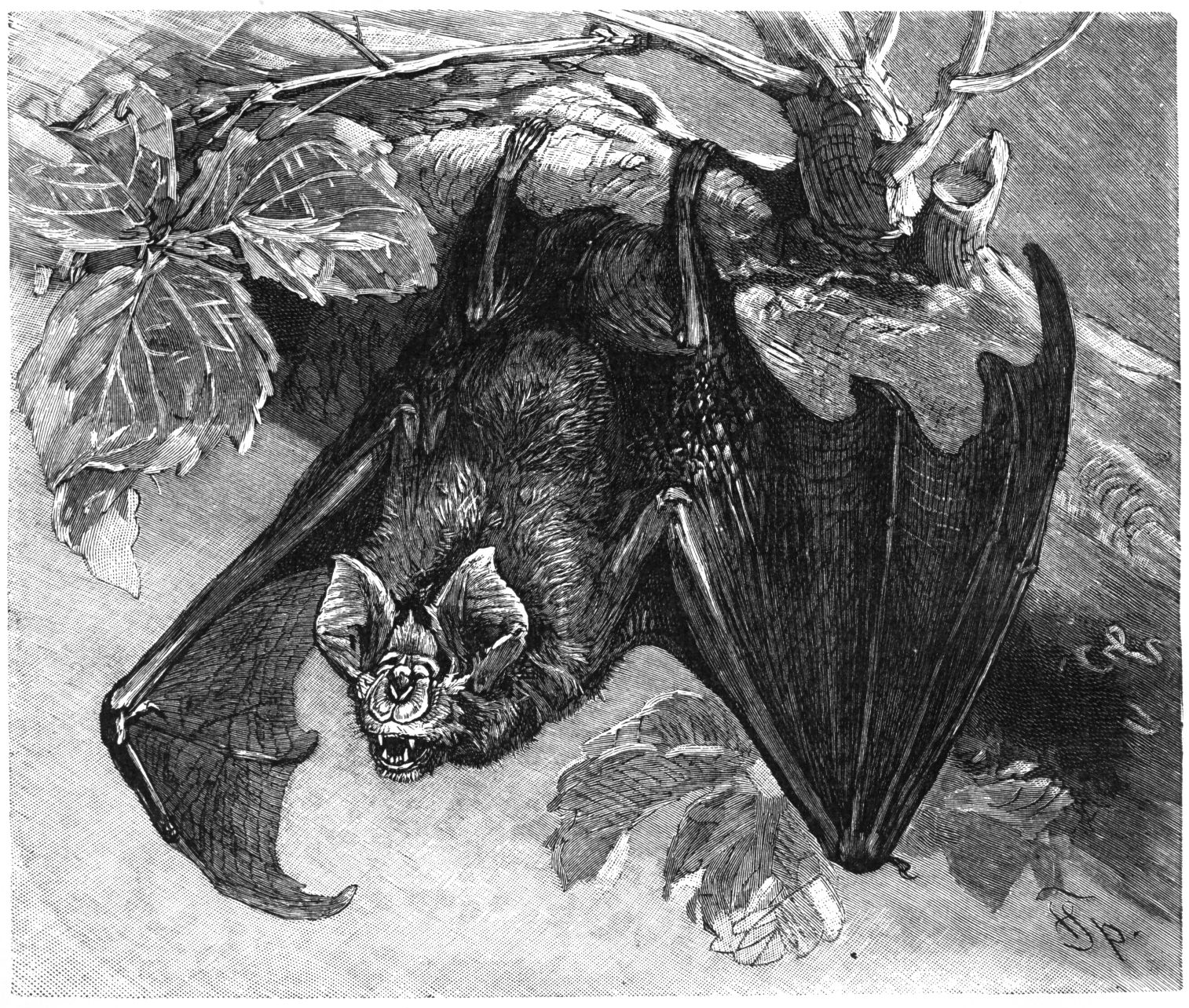
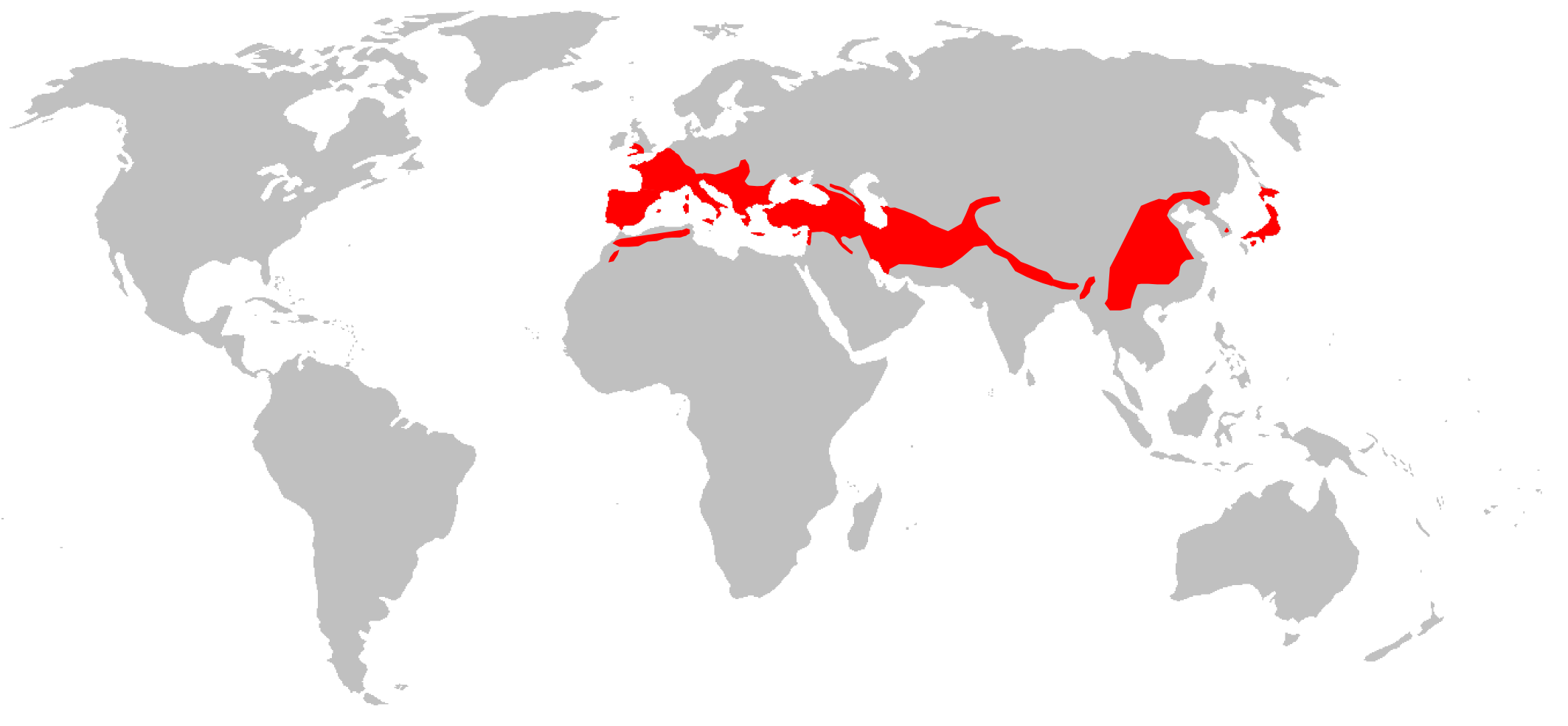
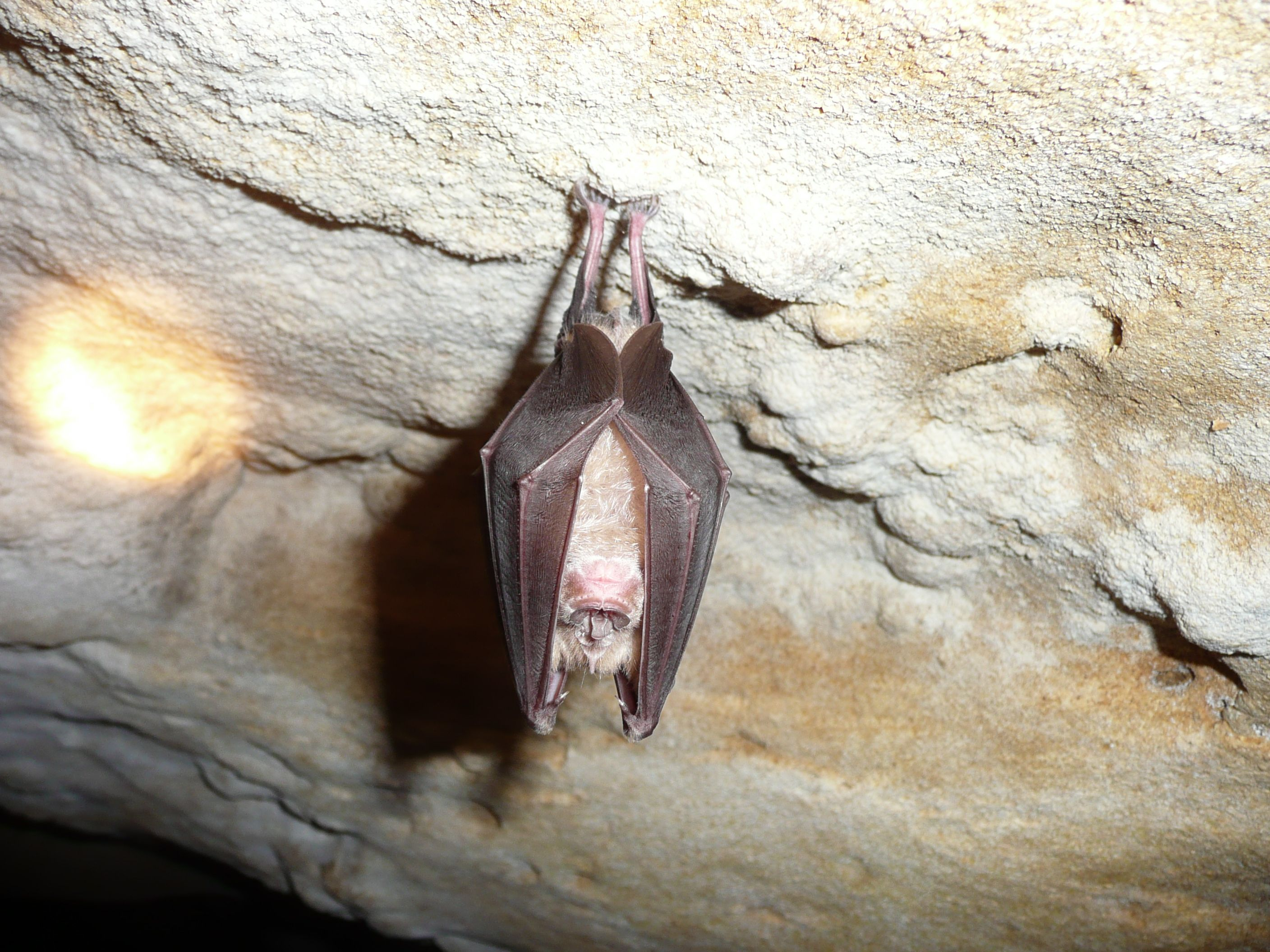
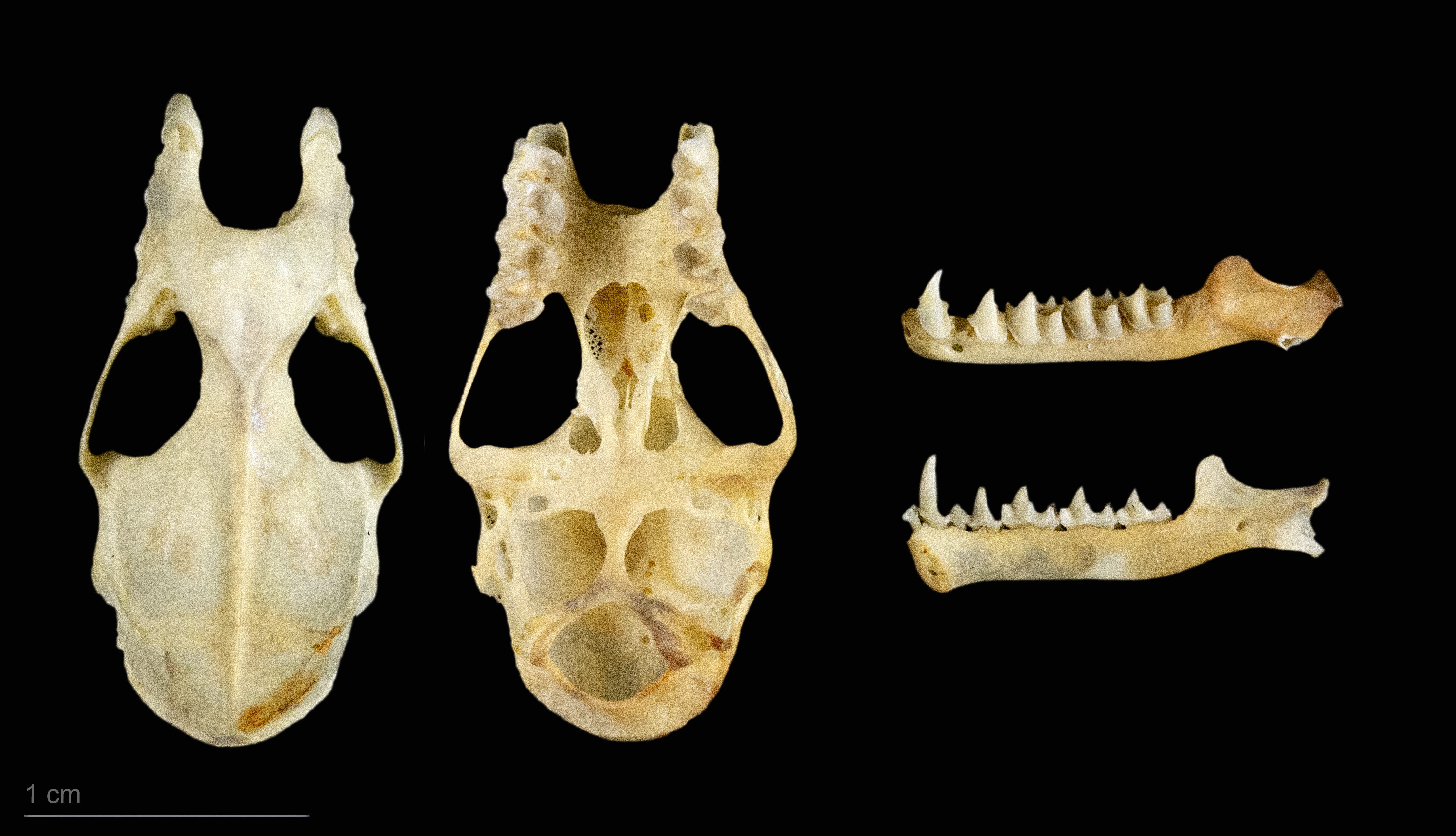
Rhinolophus ferrumequinum